# Herbert Fandel
Herbert Fandel, né le 9 mars 1964 à Kyllburg, est un arbitre de football allemand. Il est aussi professeur de piano.
Au cours de sa carrière, à deux reprises il arbitra une finale européenne, tout d'abord à l'occasion de la coupe de l'UEFA 2006 entre Middlesbrough FC et le FC Séville (victoire de Séville 4-0) puis lors de la Ligue des Champions 2007 entre l'AC Milan et Liverpool FC (victoire de Milan 2-1). Il a également arbitré durant certaines compétitions internationales, comme aux Jeux olympiques d'été de 2000 ou à la Coupe des confédérations 2005. Enfin, il appartient à la Fédération d'Allemagne de football, par conséquent il arbitre dans le championnat d'Allemagne. Il fait partie des arbitres sélectionnés pour la Coupe d'Europe des Nations 2008.